# باتون برقی

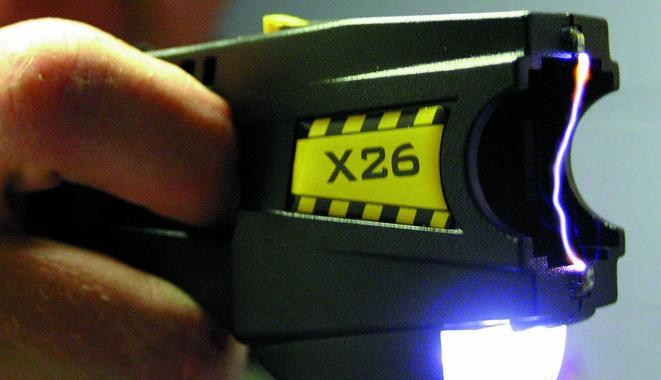
گونه‌ای باتوم برقی به نام تیسر

اسلحه شوکر  سلاحی غیرکشنده است که بیشتر در درگیری‌های فردی پلیس به کار می‌رود. این اسلحه از طریق ایجاد شوک الکتریکی در ماهیچه‌های فرد مورد اصابت اختلال ایجاد می‌کند. این شوک از طریق تماس مستقیم ایجاد می‌شود.
این نوع سلاح سرد بیشتر توسط نیرو های آمریکایی استفاده میشود و در برخورد با ارازل اوباش به صورت پرتابی به فرد مقابل احساس برق گرفتگی میدهد

## نگارخانه

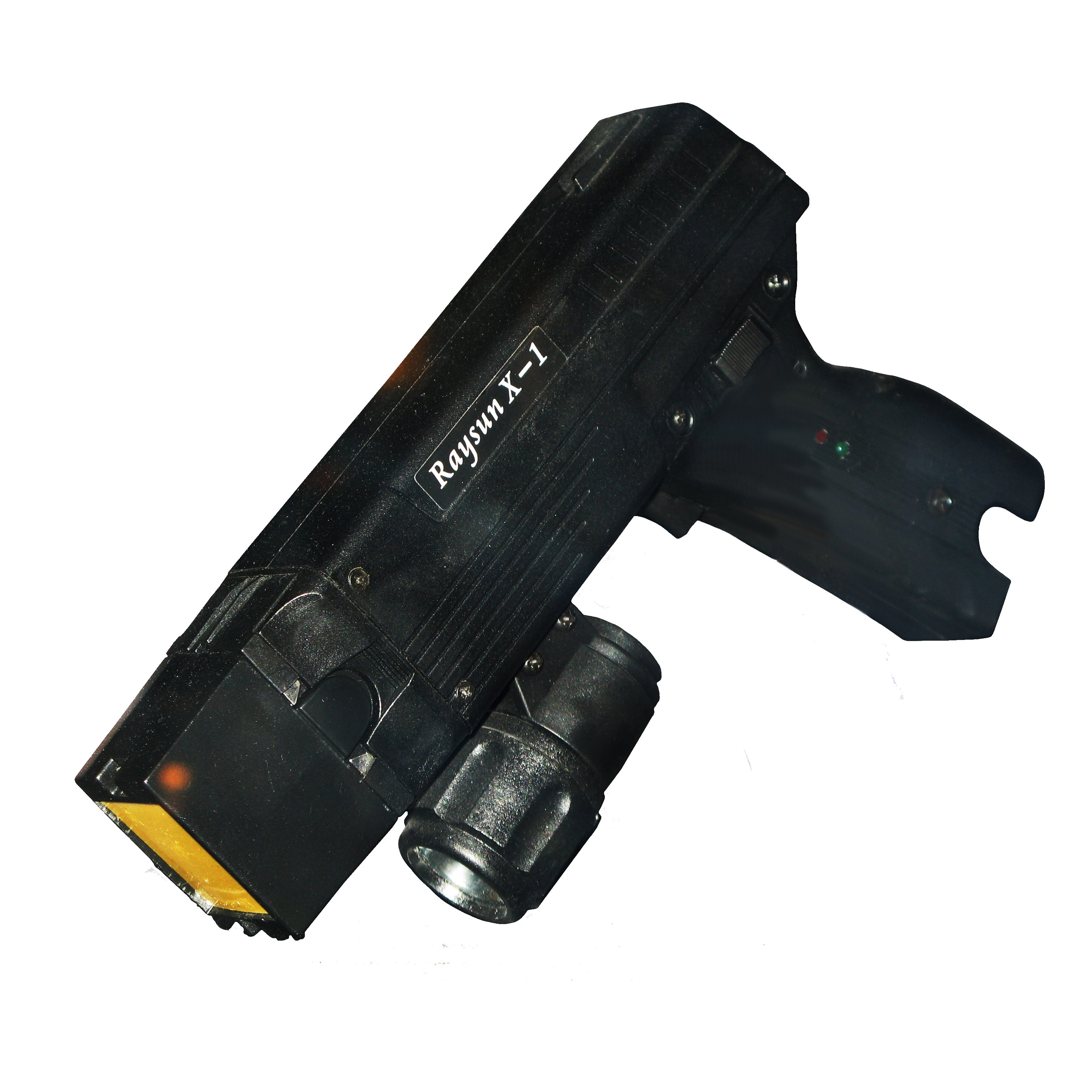
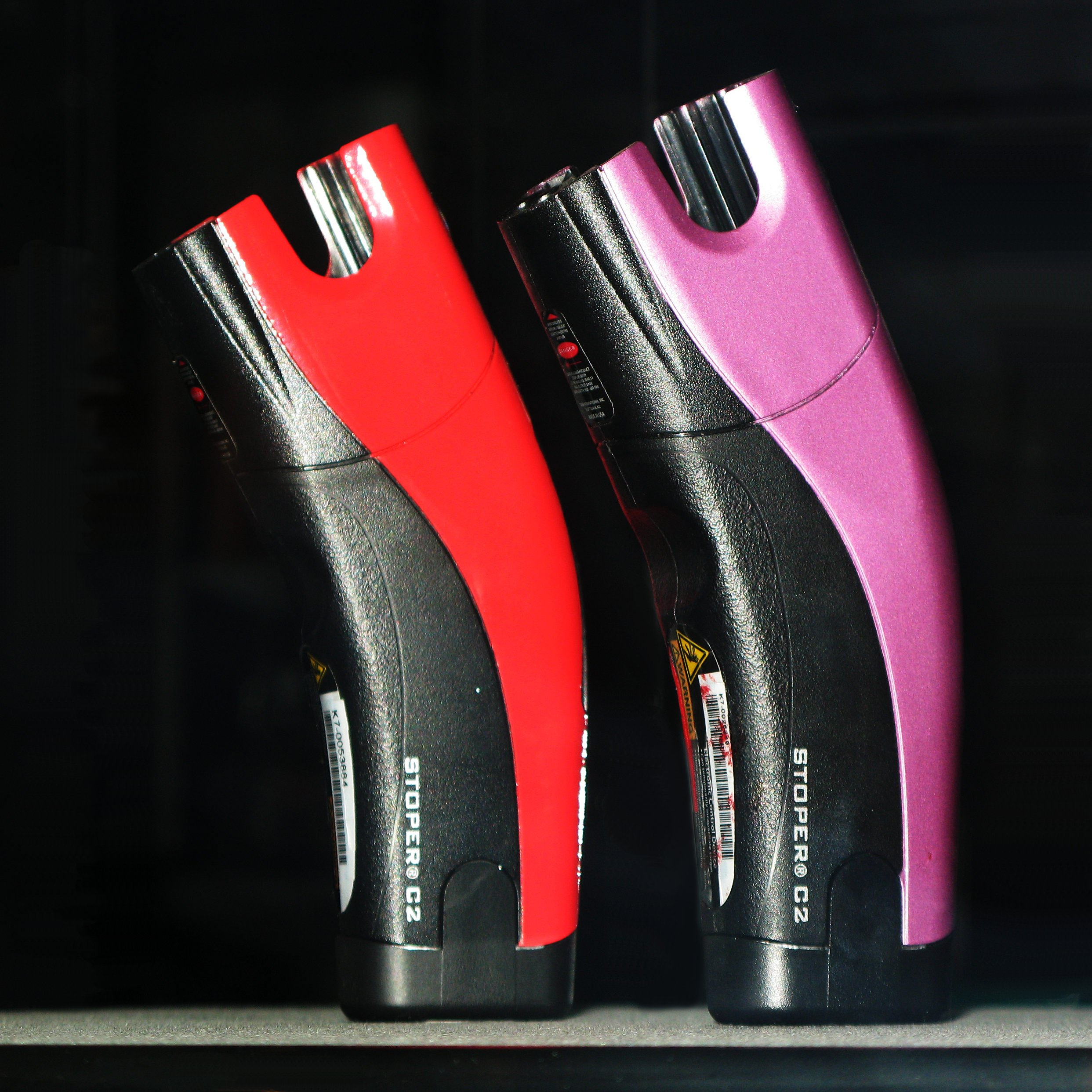
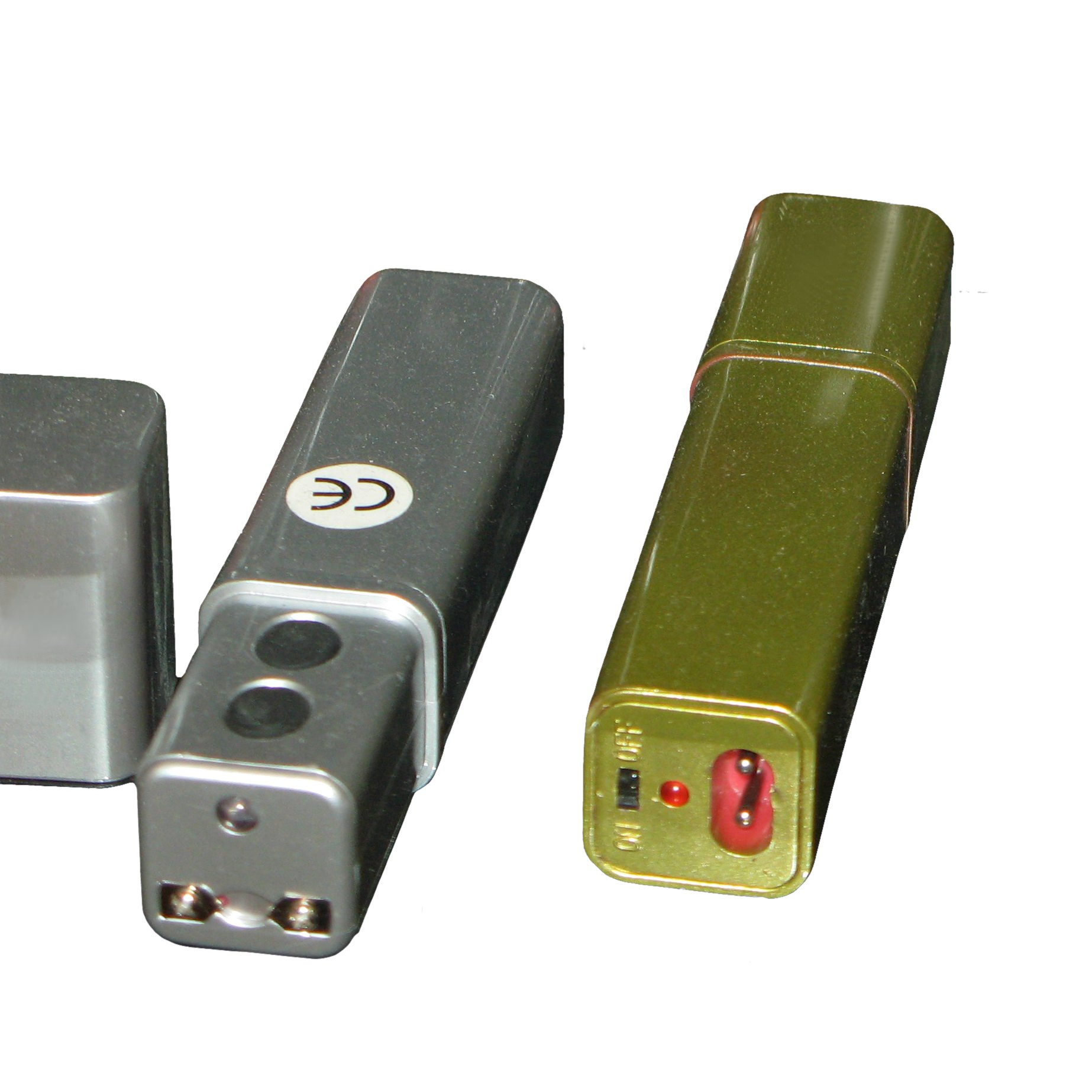